# ینس کوپن
ینس کوپن (آلمانی: Jens Köppen; ۶ ژانویهٔ ۱۹۶۶) قایقران روئینگ اهل آلمان بود.
وی در مسابقات کشوری و بین‌المللی در مجموع برندهٔ ۱ مدال نقره، ۱ مدال برنز شده‌است.